# Östliche Knotenspitze
Die Östliche Knotenspitze ist ein 3101 m ü. A. hoher Berg in den Stubaier Alpen im österreichischen Bundesland Tirol. Touristisch bedeutender als der Hauptgipfel ist die Kreuzspitze (3084 m), ein zirka 100 Meter südwestlich vorgelagerter Nebengipfel, der auch das Gipfelkreuz trägt.

## Topographie
Die Östliche Knotenspitze ist Teil eines langgezogenen Grates zwischen dem Falbesoner Tal im Südosten und dem Oberbergtal im Nordwesten, zwei Seitentälern des Stubaitals. Nachbargipfel sind die Falbesoner Knotenspitze (3118 m) im Südwesten und die Uelasgratspitze 3038 m im Nordosten. Neben dem Hauptgrat, der von der Falbesoner Knotenspitze über die Kreuzspitze und die östliche Knotenspitze zur Uelasgratspitze verläuft, sendet die Östliche Knotenspitze einen ausgeprägten Grat in Richtung Nordwesten aus, den Gschwezgrat, der die Kare Stiergschwez im Westen und Kuhgschwez im Osten trennt. Von der Kreuzspitze verläuft ein weiterer Grat in Richtung Südosten. 
Der Berg hat größtenteils felsigen Charakter, die Südflanke ist von steilem Gras- und Schrofengelände geprägt. Im Nordwesten liegt ein kleiner Gletscher, der Knotenspitzferner, zwei weitere kleine Eisfelder erstrecken sich im Südwesten (Jedlasgrüblferner) und Nordosten (Gugeliger Ferner).

## Wege
Der Normalweg führt auf einem teilweise versicherten markierten Steig von der Neuen Regensburger Hütte im Falbesoner Tal durch das Jedlasgrübl und die Südflanke auf den Gipfel der Kreuzspitze. Der Hauptgipfel ist von dort aus über eine kleine Scharte und einen schmalen Blockgrat weglos im II. Schwierigkeitsgrad (UIAA) zu erreichen. 
Weitere Anstiege sind über den Südostgrat (UIAA I-II), den Gschwezgrat (UIAA II, erstbegangen 1890 von Ludwig Purtscheller),  den Grat von der Uelasgratspitze (UIAA IV) und von der Falbesoner Knotenspitze (UIAA I) möglich. Im Winter kann die Kreuzspitze als Skitour bestiegen werden. Hierzu wird meist der Anstieg von Norden von der Franz-Senn-Hütte gewählt, der durch das Stiergschwez und über den Knotenspitzferner durch eine steile Rinne auf die Scharte zwischen Kreuzspitze und Hauptgipfel führt. Von der Neuen Regensburger Hütte aus ist der Aufstieg mit Skiern über den Gugeligen Ferner möglich.

## Bilder

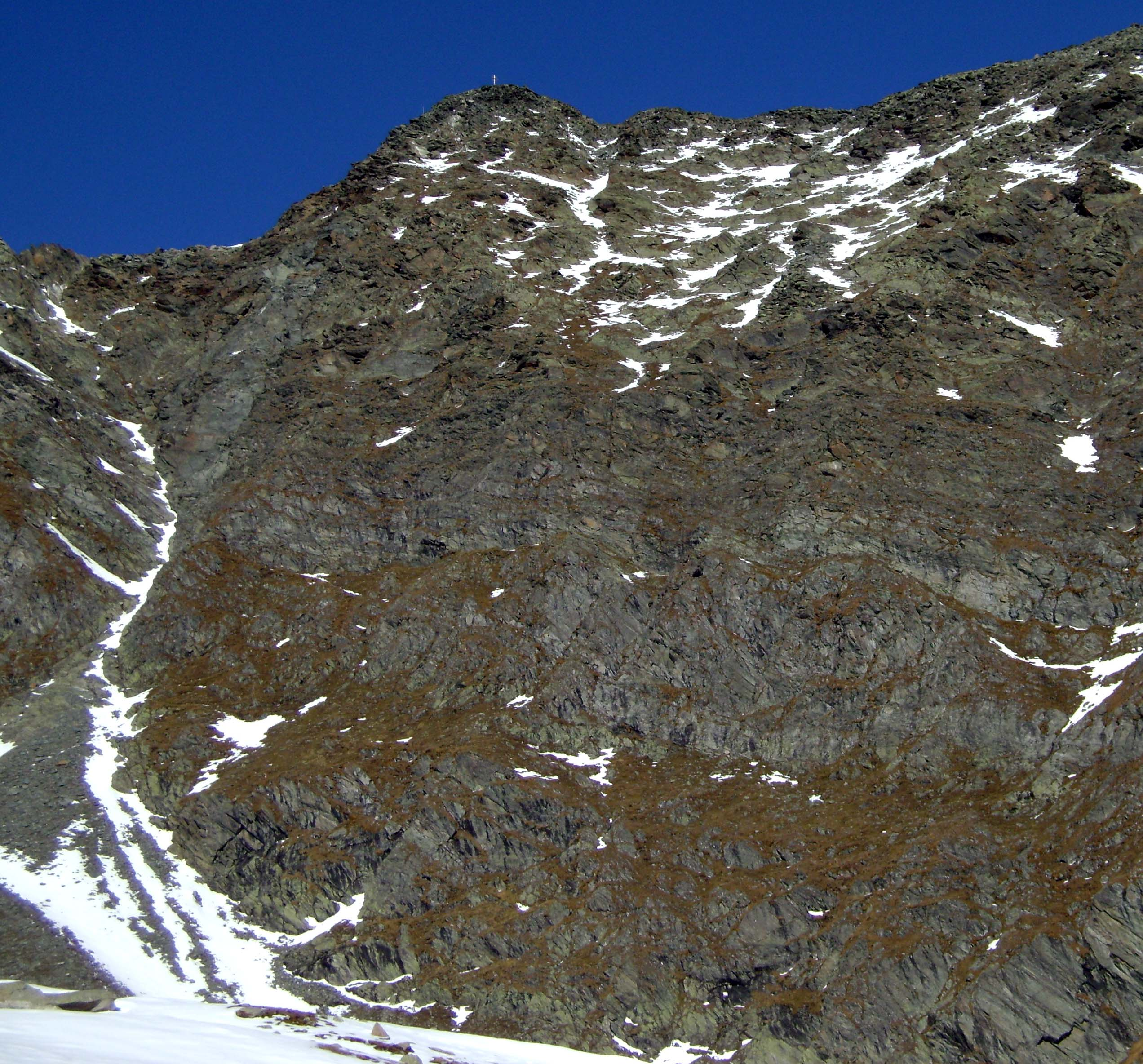
Die schrofige Südflanke der Kreuzspitze
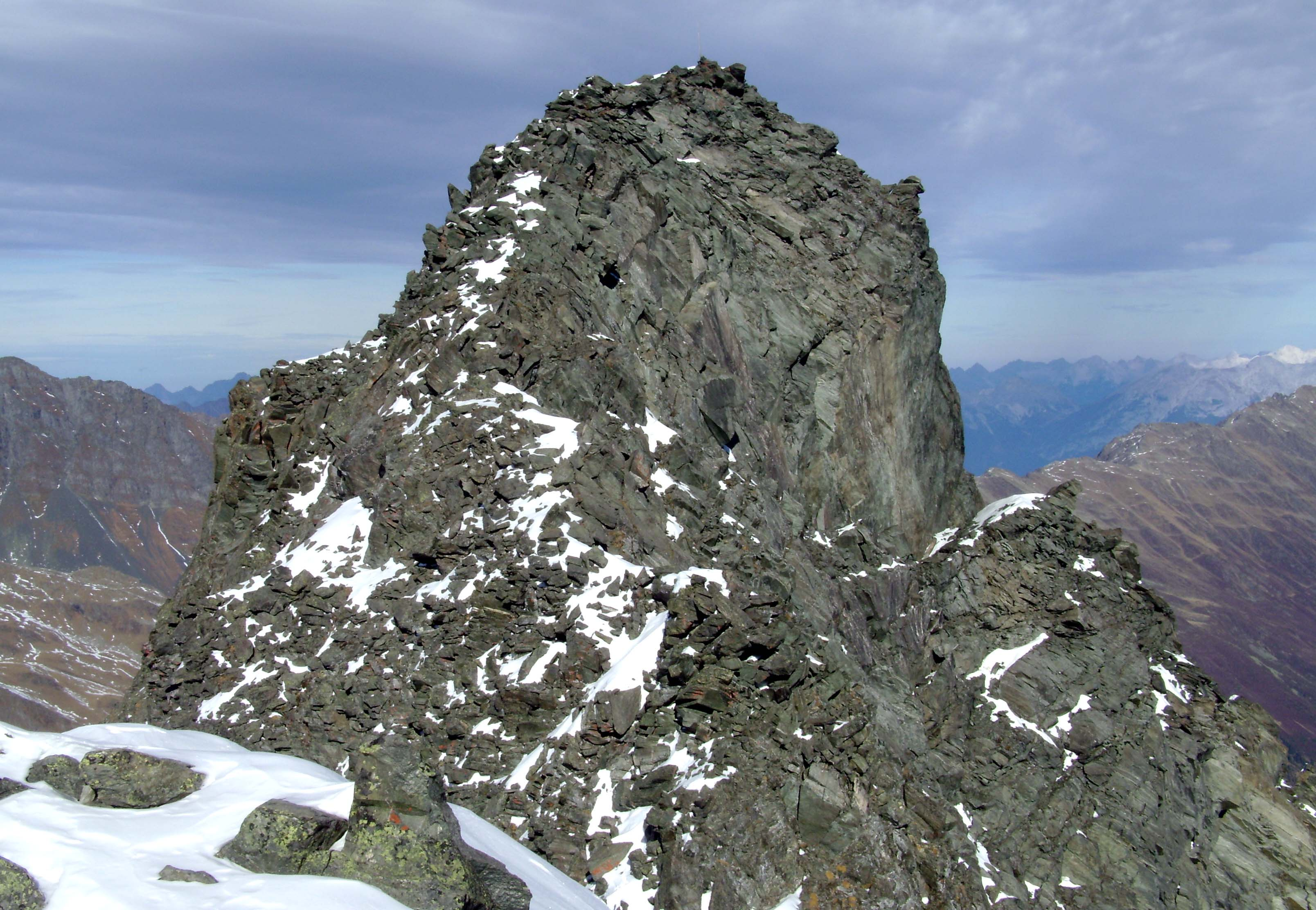
Der Hauptgipfel der Östlichen Knotenspitze von der Kreuzspitze aus gesehen
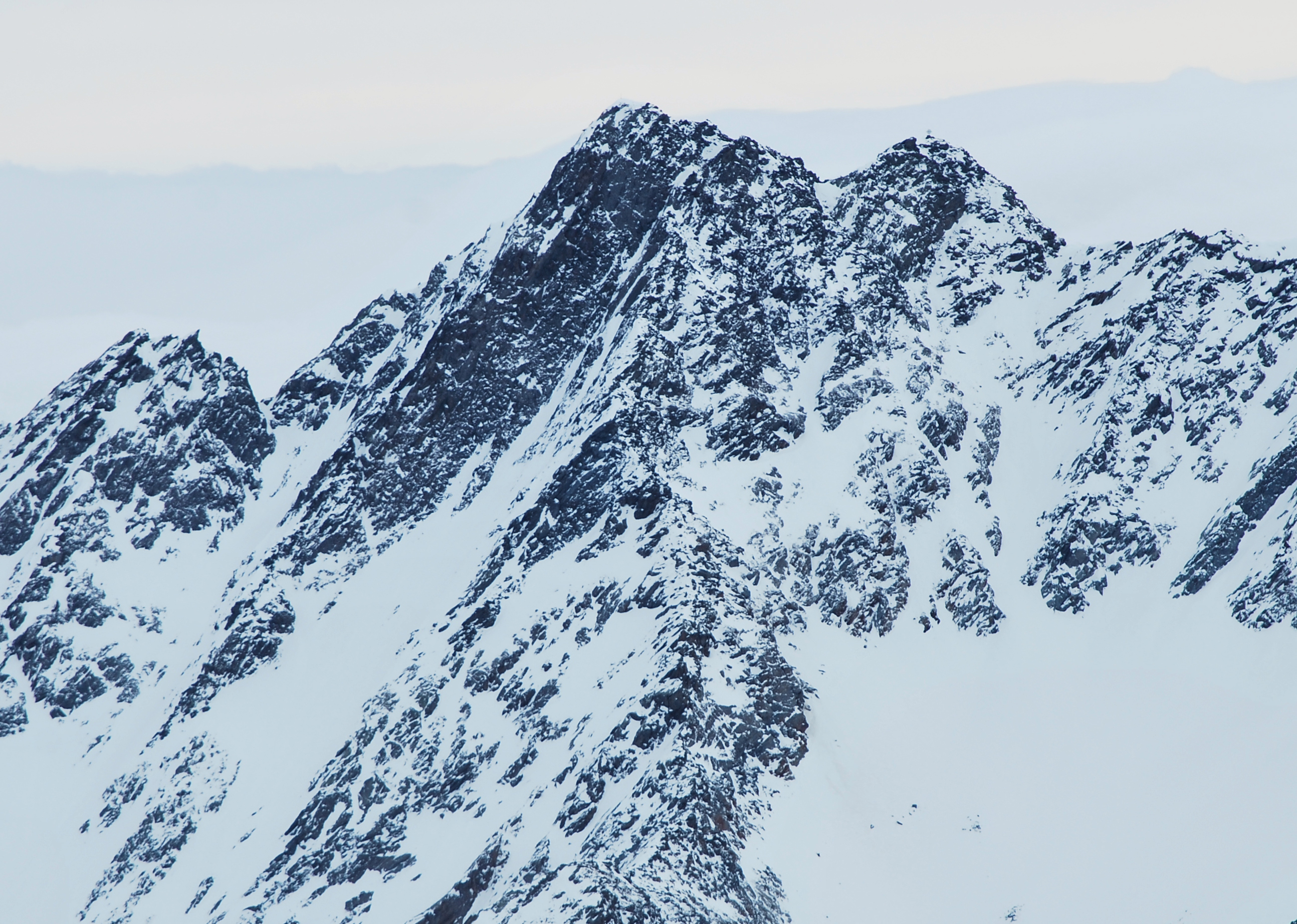
Östliche Knotenspitze (links) und Kreuzspitze (rechts) von Norden
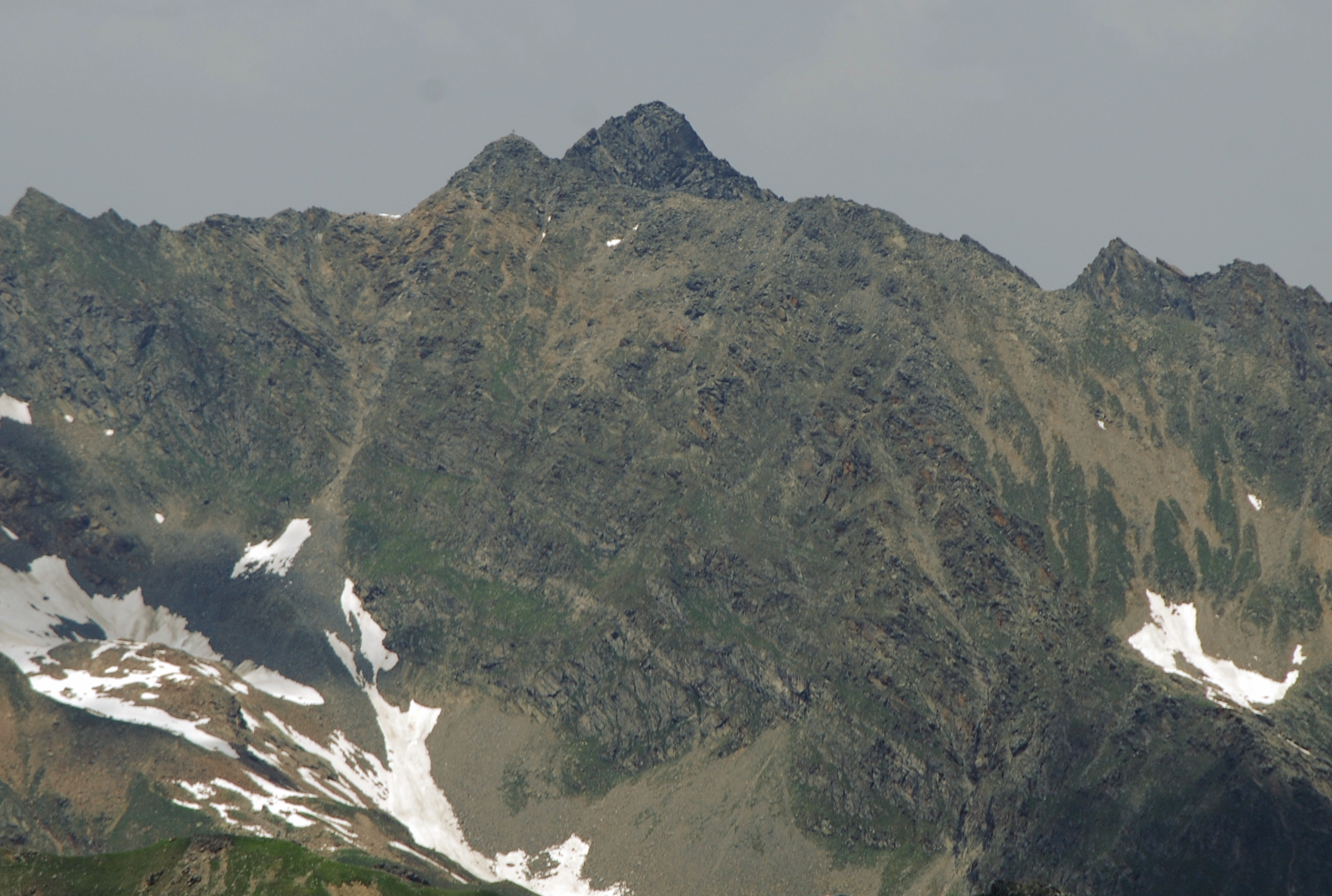
Von Südosten (Innere Wetterspitze): Links Kreuzspitze, rechts Östliche Knotenspitze